# Jean Poncelet (architecte)
Pour les articles homonymes, voir Poncelet.
 Jean Poncelet , né et actif au XVe siècle, a été un « tailleur de pierres » et un architecte du duc de Bourgogne Philippe le Bon et du duc de Bourbon Charles Ier de Bourbon.

## Biographie
Peu de documents permettent de renseigner la vie et la carrière de Jean Poncelet. Il est cité dans des documents datés entre 1444 et 1457.
Henri Chabeuf cite dans son article sur le tombeau de Jean sans Peur, à Dijon, le récit d'une rixe, le 4 octobre 1444, entre Jean de la Huerta avec un certain Jehan Ponsellet aussi tailleur de pierres? Jean de la Huerta l'a menacé de sa dague quand Ponsellet s'est plaint que Jean de la Huerta l'avait fait venir de Lyon pour travailler sur le tombeau de Jean sans Peur  mais n'avait pas été payé,.
Jean Poncelet a été payé pour les plans de la tour Philippe le Bon, ou tour du Logis du Roi, ou tour Brancion, ou tour de la Terrasse, en 1448, établis à la demande de Philippe le Bon. Dans un texte du 4 octobre 1449, Jean Poncelet est qualifié de « tailleur de pierres » et habitait à Dijon. 
Jean Poncelet a retrouvé à Souvigny Jacques Morel qui a travaillé à Lyon en 1448
Dans un acte du 28 juillet 1453 il est appelé « maistre des ouvraiges de massonnerie de Monseigneur le duc de Bourbon ». Charles Ier de Bourbon a appelé Jean Poncelet qui venait de travailler pour son beau-frère Philippe le Bon.
Dans des actes datés du 25 mai 1456 et du 4 novembre 1457, il est désigné comme étant le constructeur pour Charles Ier de Bourbon de la chapelle neuve du prieuré Saint-Pierre-et-Saint-Paul de Souvigny. C'est dans cette chapelle que se trouvent les tombeaux de Charles Ier de Bourbon, de son épouse Agnès de Bourgogne, de Jean Ier de Bourbonde Pierre II de Bourbon, sa femme Anne de France et de sa fille, de Suzanne de Bourbon. Jacques Morel a sculpté le tombeau de Charles Ier de Bourbon.

## Réalisations
- Tour Philippe le Bon, aussi appelée tour de Brancion ou tour de la Terrasse, à Dijon.
- Chapelle neuve du prieuré Saint-Pierre-et-Saint-Paul de Souvigny